# Бледа

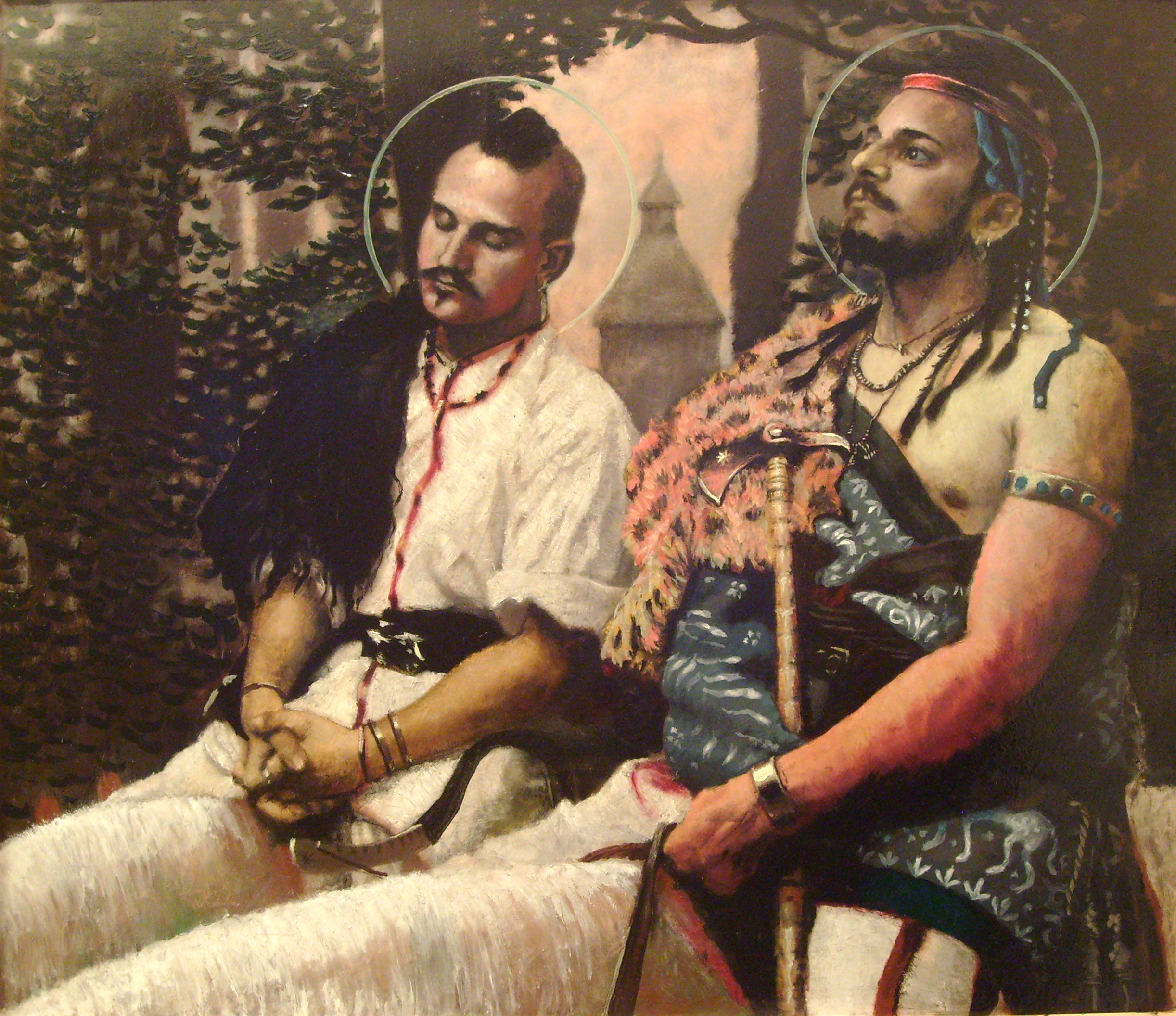
Картина «Буда й Аттіла»

Бледа (грец. Βλήδας, лат. Bleda, бл. 390–445) — вождь гунів у 434—444 роках, брат і співправитель Аттіли. Відомий також як вождь гунів Буда.

## Походження
Батько Бледи, Мундзук, був із царського роду гунів, засновником якого був князь Баламир.
Його брати Октар (або Оптар) і Руа (Ругіла або Роас) були вождями у гунів.
Народжений у степах Північного Причорномор'я (десь в районі сучасних Олешківських пісків), Бледа, син гунського вождя Мундзука, виховується разом зі своїм братом Аттілою, при правлінні їхнього дядька Руа, який об'єднав племена гунів, готуючись до війни з римлянами. Після смерті Руа, та короткочасного правління Мундзука, його сини стають володарями союзу гунів й чинять набіги на Східну Римську імперію, змусивши імператора Феодосія II сплачувати данину. Після загибелі Бледи, Аттіла стає єдиновладним правителем земель від Південної Німеччини до Уралу і від Балтійського моря до Чорного. До резиденції Аттіли у Паннонії вирушає посольство східно-римського імператора з метою вбити володаря гунів. Аттіла розкриває змову, яку готував проти нього імператор Східного Риму Феодосій II.

## Біографія
У 434 році після смерті Ругіли та вбивства Мундзука, Бледа і Аттіла стали вождями гунів. Ймовірно, Бледа був старшим із братів, бо «Галльська хроніка 452 року» під 434 роком повідомляє лише його ім'я як спадкоємця Ругіли: «Rugila Rex Chunorum, cum quo pax firmata, moritur, cui Bleda succedit.»
Не збереглося свідчень про те, як саме брати ділили владу. Історик Д. Б. Б'юрі припустив, що Бледа правив на сході гунських володінь, тоді як Аттіла воював на заході. У той же час у записах Пріска Панійського брати в період спільного правління ухвалювали рішення та брали участь у переговорах з Римською імперією спільно.
У 441–442 роках гуни під проводом Аттіли та Бледи захопили більшу частину візантійської провінції Іллірії (сучасна Сербія). Розгромили візантійського полководця Аспара, який очолював війська імперії у Фракії
444 року, за хронікою подій Проспера Аквітанського, Аттіла убив брата: «Аттіла, цар гунів, Бледа, брата свого і соратника по царству, убив і його народи змусив собі коритися». Пізніший хроніст 2-ї половини VI століття датує загибель Бледи 445 роком, а «Галльська хроніка 452 року» поміщає цю подію під 446.